# Верхній Торей
Верхній Торей (рос. Верхний Торей) — улус Джидинського району, Бурятії Росії. Входить до складу Сільського поселення Верхньоторейське.
Населення — 581 особа (2015 рік).

## Люди
В улусі народилася Гендунова Найдан Намжилівна (1913—1984) — бурятська радянська акторка театру і кіно, народна артистка РРФСР.